# Петросо
Петросо (итал.  Petroso) — гора в итальянских областях Лацио и Абруцци.

## Описание
Вершина Абруццких Апеннин (2247 м), в Национальном парке Абруццо, справа от реки Сангро, самая высокая из горного массива Монти-делла-Мета.